# Gare de Saint-Germain-en-Laye-Grande-Ceinture
Pour les articles homonymes, voir Saint-Germain.
Ne doit pas être confondu avec Gare de Saint-Germain-en-Laye.
Lisière Pereire
La gare de Saint-Germain-en-Laye-Grande-Ceinture, dont la station de tramway porte le nom de Lisière Pereire, est une gare ferroviaire française de la ligne de la grande ceinture de Paris, située sur le territoire de la commune de Saint-Germain-en-Laye (Yvelines).
C'est une gare Société nationale des chemins de fer français (SNCF) qui est desservie par la ligne 13 du tramway d'Île-de-France depuis le 6 juillet 2022.

## Situation ferroviaire

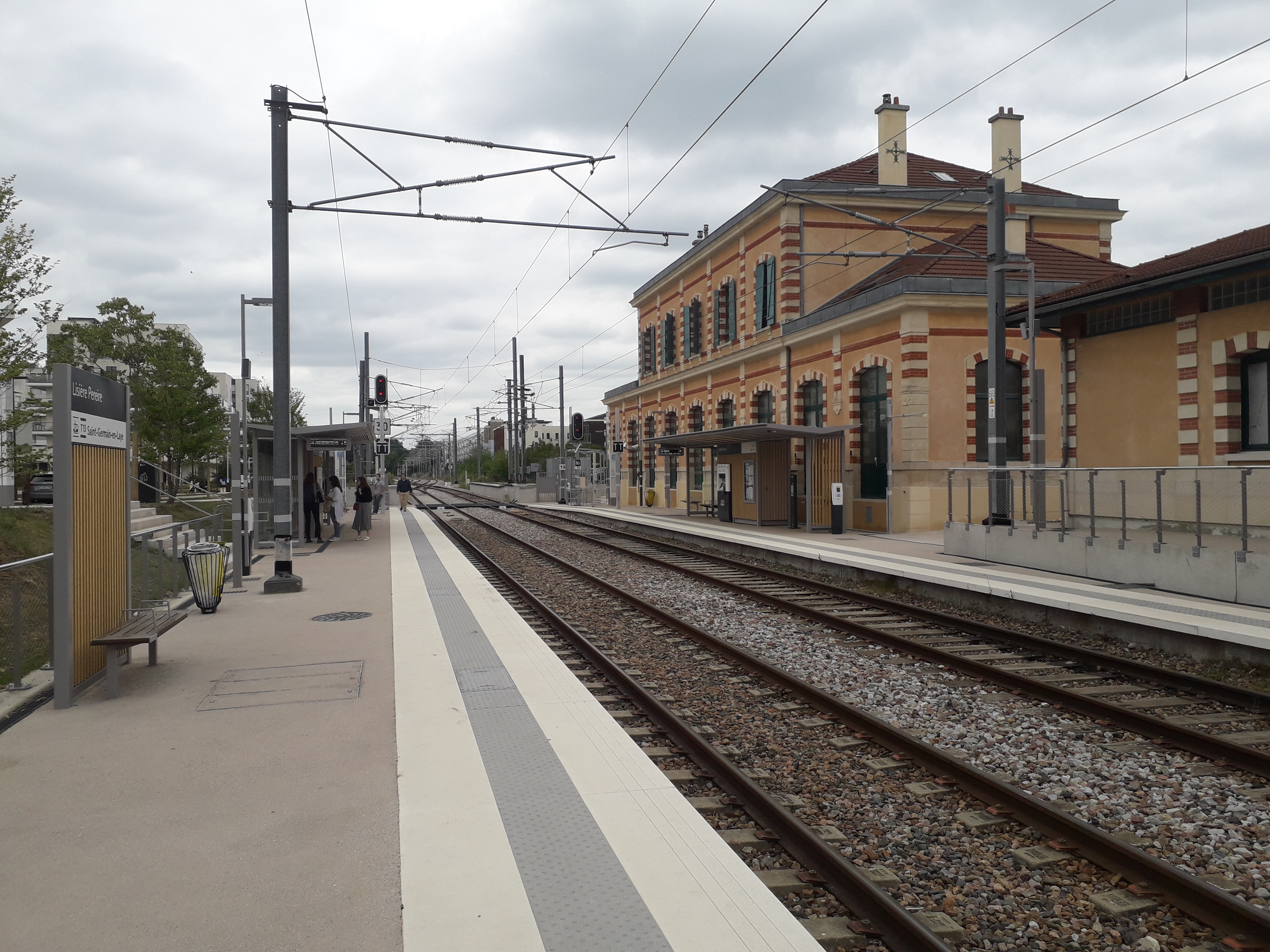
La station de tramway de Lisière Pereire.

Établie à 79 mètres d'altitude, la station de Lisière Pereire est située au point kilométrique (PK) 18,988 de la ligne de la grande ceinture de Paris après la gare de Saint-Germain-en-Laye-Bel-Air - Fourqueux et précédait la gare de Poissy-Grande-Ceinture. Sur la ligne 13 du tramway, elle précède la station Camp des Loges.

## Histoire

### Généralités
Située sur la Grande ceinture, la gare de Saint-Germain-en-Laye-Grande-Ceinture ouvre aux voyageurs le 4 septembre 1882, lors de l'inauguration du service de Versailles-Chantiers à Achères. La même année est mise en service une ligne-navette à destination de la gare de Saint-Germain-en-Laye de la Compagnie des chemins de fer de l'Ouest, la gare de ceinture étant éloignée du centre-ville.
Elle ferme le 15 mai 1939, quand cesse le trafic sur la section nord de la Grande ceinture comprise entre Versailles-Chantiers et Juvisy via Argenteuil.

### Raccordement vers Saint-Germain-en-Laye
La construction d'une ligne-navette entre la gare de Saint-Germain-Grande-Ceinture et celle de Saint-Germain-en-Laye (actuel terminus de la ligne A du RER) est décidée en 1879. Approuvée par une déclaration d'utilité publique en février 1880 pour « créer un débouché de la Grande Ceinture vers Paris et accessoirement comme pouvant servir aux habitants de Saint-Germain pour leurs relations avec Versailles », elle est mise en œuvre par les soins de l'État et exploitée dès le 30 novembre 1882.

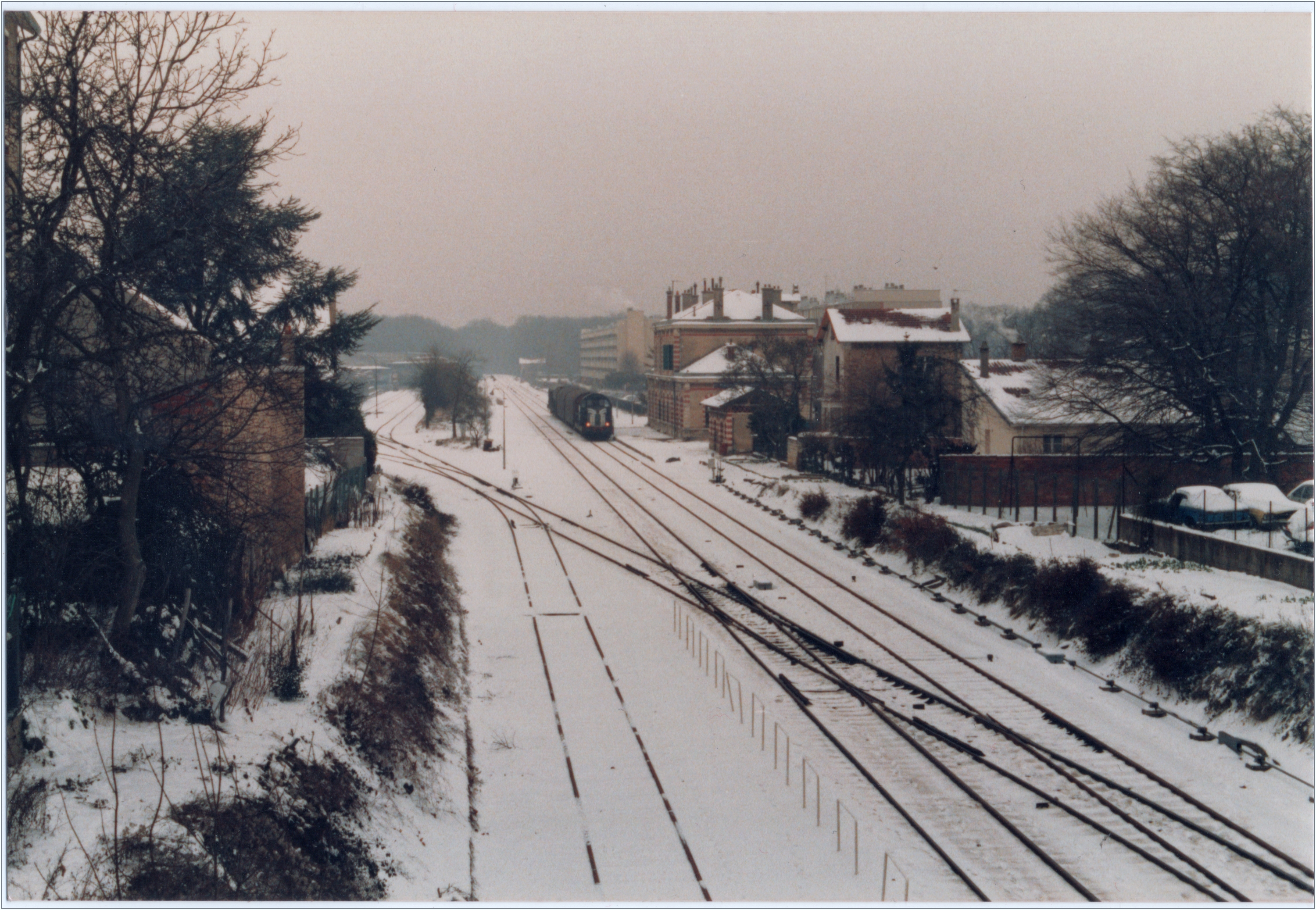
En janvier 1995, la desserte locale d'après-midi en provenance d'Achères vient d'arriver. Elle comporte des wagons couverts de boissons et une trémie de charbon, qui sont destinés aux entreprises embranchées en gare.

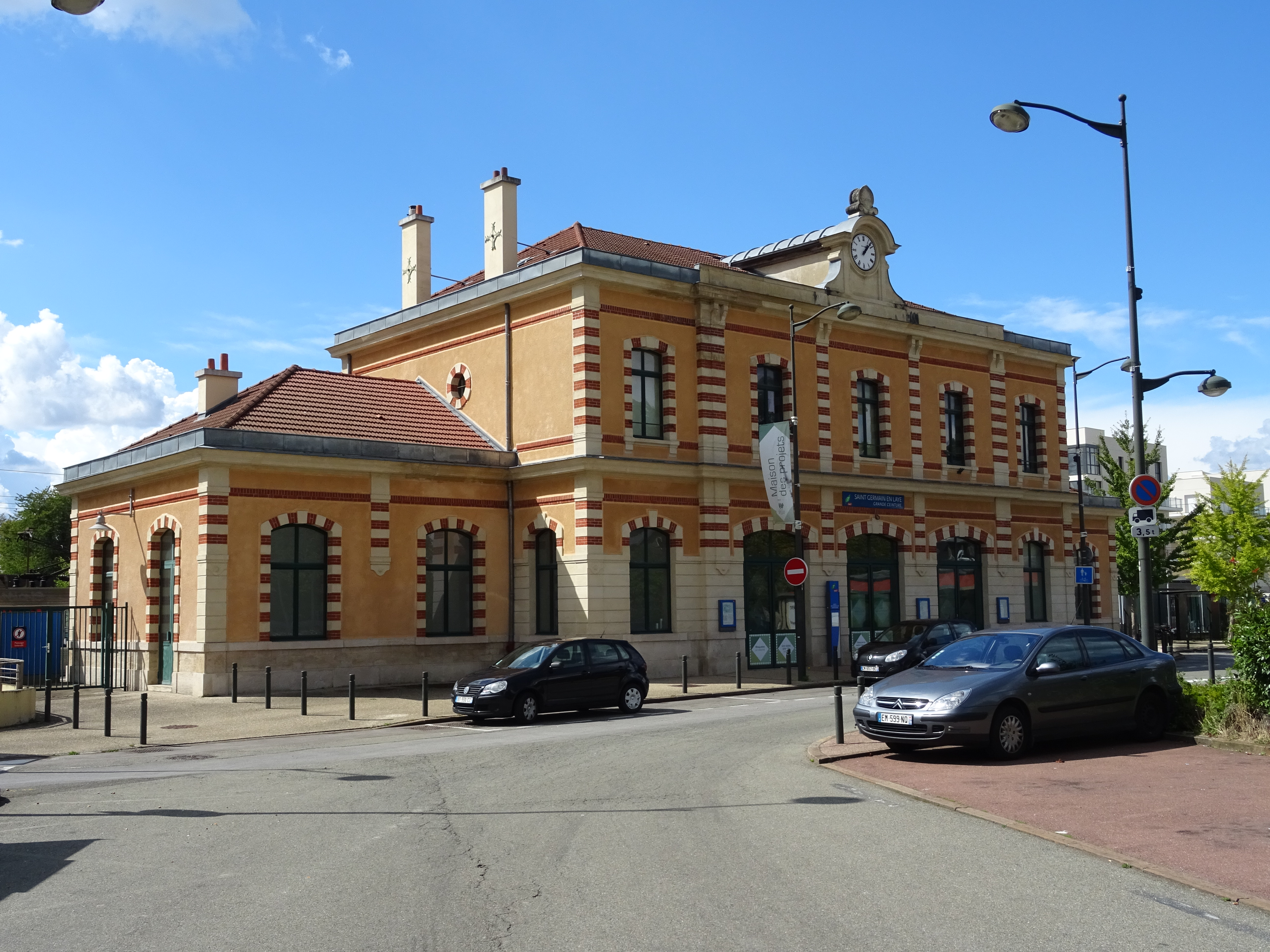
Ancien bâtiment voyageurs.

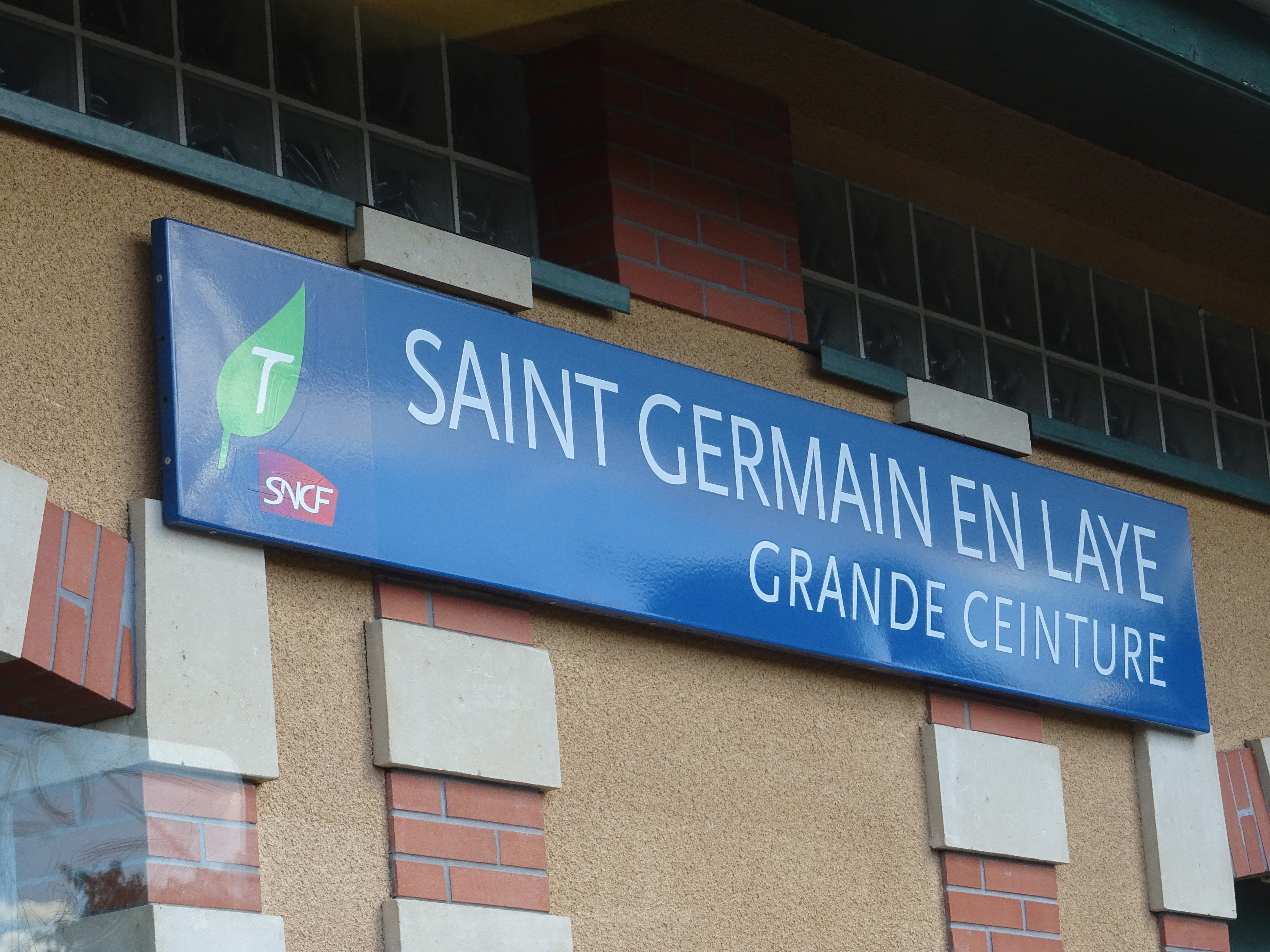
Plaque signalétique de la gare avant la conversion de la GCO en tram-train.

La Compagnie de l'Ouest la prend en charge l'année suivante. Elle est établie à double voie mais assez rapidement ramenée en voie unique. Elle ne voit passer que des trains de voyageurs jusqu'en 1936, date de sa suppression, la même année que sur la partie ouest de la ligne de la grande ceinture. Elle avait un tracé presque uniquement en forêt de Saint-Germain-en-Laye (on y rencontre encore des vestiges de son infrastructure de nos jours) et rejoignait, par une longue descente, le plateau des voies en provenance de Paris avec un quai particulier en gare de Saint-Germain-en-Laye.
Certains « trains circulaires » l'ont empruntée : Paris-Saint-Lazare, Nanterre, Saint-Germain-Ouest/État, Saint-Germain-Grande-Ceinture, Poissy, Achères, Houilles, Paris-Saint-Lazare. En 1899, cette ligne, électrifiée par troisième rail, sert de banc d'essais à la Compagnie des chemins de fer de l'Ouest pour tester une machine prototype de type BB et deux autres à quatre essieux rigides équipés chacun d'un moteur et récupérés sur la machine expérimentale de l'ingénieur Heilmann (prototype thermo-électrique à huit essieux rigides – deux groupes de quatre – ayant tracté des rames sur la nouvelle ligne Argenteuil - Conflans - Mantes dès l'ouverture de celle-ci en juin 1892 puis sur la ligne de Paris-Saint-Lazare au Havre. Cette machine vapeur/électrique n'eut pas de descendance. Le courant de 400 volts était de type continu.

### Patrimoine ferroviaire
Construit en 1882, le bâtiment voyageurs de la gare de Saint-Germain-en-Laye-Grande-Ceinture est l'unique modèle de bâtiment de première classe conçu pour la ligne de la Grande Ceinture. Long de 36,50 m et construit en moellons recouverts de crépi, il a été restauré à l'occasion de la réouverture en 2004 de la Grande ceinture Ouest et de son intégration à la ligne L du Transilien.
Inutilisé par les voyageurs, ce bâtiment accueille les locaux du « Quai des possibles », un espace de cotravail.

### Restructuration à l'ouverture de la ligne T13
Depuis le 6 juillet 2022, la station est desservie par la ligne 13 du tramway d'Île-de-France. L'aménagement de la gare est le suivant :
La station Saint-Germain Grande Ceinture se trouve à proximité immédiate des futurs logements et bureaux du projet Lisière Pereire. Rue Turgot, un arrêt de bus pour chaque sens de circulation est créé. Sur le parvis, les arrêts de bus, dépose minute et zone de régulation seront installés en cohérence avec le futur réaménagement du secteur.
La station est alors nommée Lisière Pereire ; le bâtiment voyageurs, rebaptisé Le Quai des possibles, est réutilisé notamment comme espace de cotravail.

## Service des voyageurs

### Accueil
La gare est située place Christiane-Frahier, le long de la RN 184 à Saint-Germain-en-Laye.
La prise en charge et la dépose des voyageurs s’effectuent sur le quai situé le long du bâtiment voyageurs (BV). Cependant un quai de secours a été construit en face. Le quai principal est équipé de trois ensembles de trois sièges et de trois bornes de propreté. L’accès au deuxième quai se fera à niveau au nord de la gare.
Le rez-de-chaussée du bâtiment voyageurs a été complètement réaménagé pour offrir un hall de 100 m2, avec un guichet accessible aux handicapés et des automates de vente banlieue. La place de la gare dispose de parkings, d'un abri à vélos et d'abribus.

### Desserte

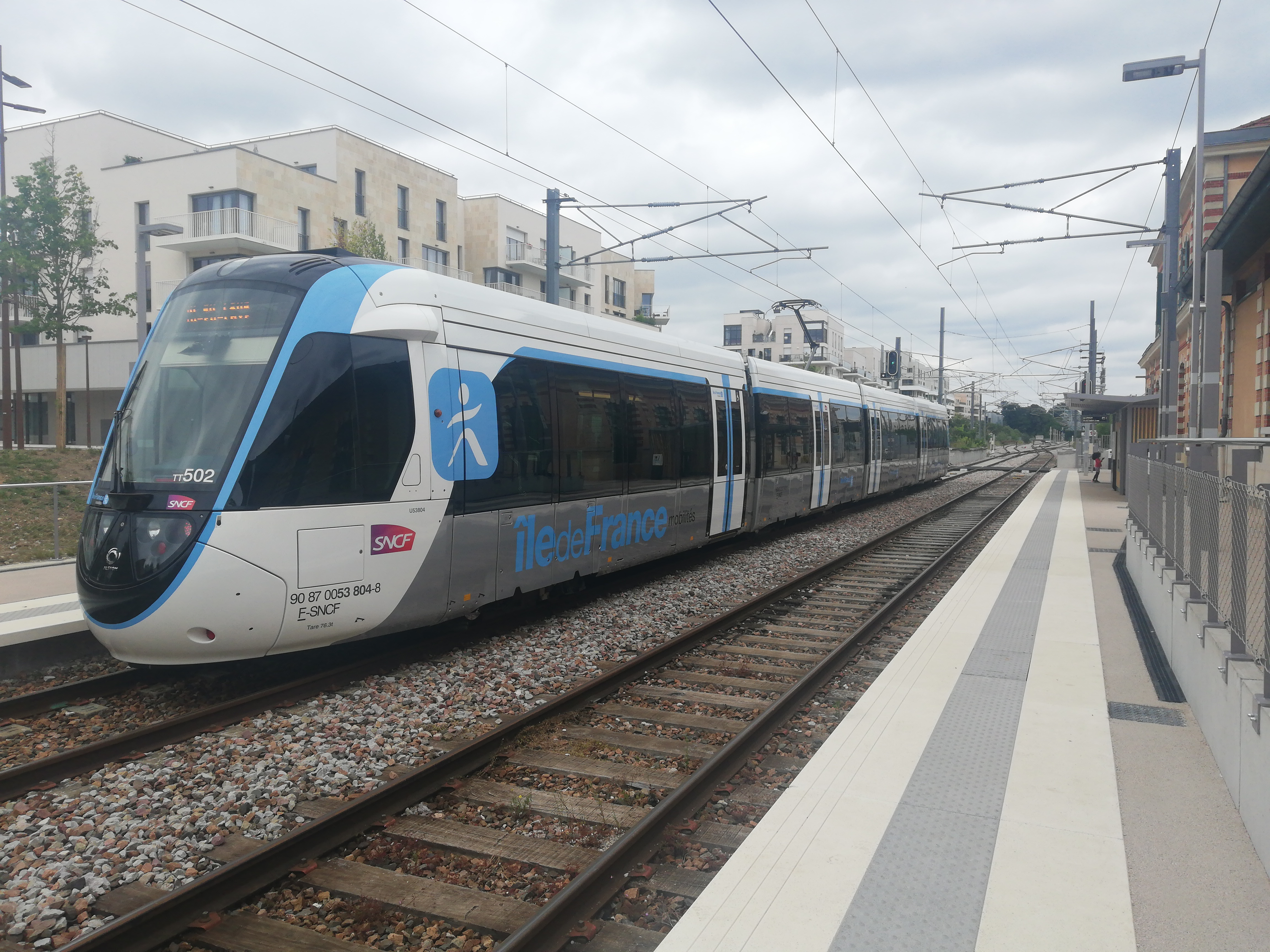
Citadis Dualis en gare.

La station est desservie par la ligne 13 du tramway d'Île-de-France depuis le 6 juillet 2022, reliant les gares de Saint-Germain-en-Laye et Saint-Cyr.

### Intermodalité
La gare est desservie par la ligne R2N/R2S du réseau de bus de Saint-Germain Boucles de Seine.

### Fréquentation
En 2016, selon les estimations de la SNCF, la fréquentation annuelle de la gare est de 124 200 voyageurs, ce nombre s'étant élevé à 97 200 en 2015 et en 2014.

## À proximité
La gare dessert le quartier de la Grande Ceinture, qui est résidentiel. En effet, il est constitué de grandes villas en lisière de la forêt. De plus, il est éloigné du centre-ville de Saint-Germain-en-Laye. Quelques commerces sont situés autour de la gare (bar-PMU, boulangerie, supérette, …).